# Dystrykt Dewoin
Dystrykt Dewoin - dystrykt w hrabstwie Bomi, w zachodniej części Liberii. Według spisu ludności z 2008 roku liczy sobie 12 783 mieszkańców, co czyni go najmniej zaludnionym dystryktem w hrabstwie.